# Tricolore (metrostation)
Tricolore is een metrostation in de Italiaanse stad Milaan aan de metrolijn M4.

## Geschiedenis
Na meerdere voorstellen werd in 1952 en metronet met 4 lijnen goedgekeurd door de Milanese gemeenteraad. Hierin was lijn 4 opgenomen als verbinding tussen de wijken in het westen en San Donato in het zuidoosten, met een aftakking naar Linate. Het middenstuk van deze lijn zou het noordelijke en oostelijke deel van de 16e-eeuwse stadsmuur volgen met stations bij de voormalige stadspoorten, waaronder Porta Monforte aan de westkant van het Piazza Tricolore. 
Na de opening van de lijnen 1 en 2 bleek dat overstappers tussen trein en metro niet vlot verwerkt konden worden, waarop gekeken werd naar treinverbindingen tussen de voorsteden en het centrum zonder overstappen. Dit betekende dat de aanleg van lijn 4 in de ijskast kwam en resulteerde uiteindelijk in de aanleg van de Passante Ferroviario tussen 1984 en 2004. Zowel het zuidelijke als het westelijke deel van lijn 4 werden gebouwd als onderdeel van een andere lijn. 
Het tracé van lijn 4 werd in 2005 geheel herzien waarbij het niet gebouwde zuidwestelijke deel van lijn 2 alsnog onder lijnnummer 4 zou worden gerealiseerd en ook het vliegveld Linate alsnog een metroaansluiting zou krijgen. Dit betekende dat de lijn bij Porta Monforte haaks op het tracé uit 1952 kwam te liggen met een station aan de buitenkant van de stadsmuur aan de oostkant van het Piazza Tricolore met de perrons onder de Corso Concordia.

## Aanleg
Hoewel de gemeente Milaan de lijn voor de wereldtentoonstelling van 2015 wilde openen begon de bouw bij Tricolore pas op 19 januari 2015 toen het terrein bouwrijp was. De eerste bouwactiviteiten vonden plaats op 5 augustus 2015 toen de tunnelboormachines in de startschacht werden neergelaten om te beginnen met het boren van de tunnels richting Linate in het oosten, waarbij bij Dateo de passante gekruist wordt, en richting Bolivar onder de oude binnenstad. 
Het station zou in juni 2023 worden geopend, maar dat werd 4 juli 2023, tegelijk met het deeltraject Dateo – San Babila. Hierdoor is de binnenstad van Milaan binnen twaalf minuten te bereiken vanaf vliegveld Linate.

## Ligging en inrichting
De twee toegangen liggen aan de noord- en zuidzijde van de Corso Concordia aan de kant van de naamgevende Piazza Tricolore. De toegangen hebben beide een roltrap en een vaste trap, de zuidelijke toegang kent daarnaast ook een lift. Op niveau -1 ligt een verdeelhal die door OV-poortjes gescheiden is van de voetgangerstunnel tussen de beide ingangen. De perrons op niveau -2 zijn met een vast trap en twee roltrapgroepen verbonden met de verdeelhal. In verband met de inzet van automatische metro's zijn de perrons voorzien van perrondeuren.